# Bataille de Boonville
Guerre de Sécession
Batailles
Opérations pour contrôler le Missouri
- Boonville
- Cole Camp
- Carthage
- Wilson's Creek
- Dry Wood Creek
- Liberty
- Lexington (1re)
- Fredericktown
- Springfield (1re)
- Mount Zion Church
- Blackwater Creek (en)

La bataille de Boonville est une bataille de la guerre de Sécession qui eut lieu le 17 juin 1861. La victoire de l'Union établit le contrôle du gouvernement fédéral sur la rivière Missouri, et aida à contrarier les efforts entrepris pour rallier l'État à la confédération.

## Contexte
Claiborne Fox Jackson, gouverneur du Missouri et favorable à la confédération, désire que l'État fasse sécession afin de rejoindre les États confédérés. L'opinion est à l'origine neutre sur cette question, et la convention élue ne passe pas d'ordonnance de sécession comme il l'a espéré.
Cependant, le 20 avril 1861, peu après le déclenchement de la guerre civile, des éléments sécessionnistes s'emparent d'un petit arsenal dans la ville de Liberty. Ils comptent mettre la main sur des stocks d'armes plus importants entreposés à Saint-Louis, mais leurs plans sont contrariés par un jeune officier, le capitaine Nathaniel Lyon. Il rallie à lui le politicien Francis Preston Blair, Jr., ainsi que des immigrants opposés à la sécession et à l'esclavage, afin de protéger l'arsenal. À Camp Jackson, le 10 mai 1861, il utilise principalement une milice constituée de soldats d'origine allemande afin de capturer une milice du Missouri favorable à la confédération. Lyon tente imprudemment de faire défiler ses prisonniers dans les rues de Saint-Louis, ce spectacle exacerbe les sentiments pro-confédération latents au sein de la population et des émeutes se déclenchent. Le 11 mai 1861, en réponse à cet incident, dit l'« affaire du camp Jackson » (« Camp Jackson Affair »), la Missouri State Guard est créée par la Missouri General Assembly à partir de la milice déjà existante.
L'État du Missouri n'ayant pas fait sécession, des efforts sont entrepris pour réconcilier les points de vue et la constitution de la milice est interrompue. Dans le même temps, Lyon est nommé brigadier général et regagne son poste. La méfiance des deux camps entraîne finalement l'interruption des négociations.
Le gouverneur Claiborne Jackson et le commandant de la milice, le major-général Sterling Price, s'enfuient vers Jefferson City, la capitale de l'État. À leur arrivée, ils concluent qu'il sera impossible de tenir la ville. Dès le lendemain ils partent pour Boonville, située sur la rive sud de la rivière Missouri, au nord-ouest de Jefferson City. Nathaniel Lyon se lance à leur poursuite par bateau, avec deux régiments de volontaires, une compagnie de l'armée régulière et une batterie d'artillerie, soit un total d'environ 2 000 hommes. Son objectif est de prendre la capitale et de disperser la milice de l'État. Il rejoint Jefferson City le 15 juin et constate que Jackson est parti vers Boonville.
Sterling Price espère gagner assez de temps pour regrouper des unités de la milice de l'État stationnées à Lexington et à Boonville, et compte quitter la localité si Lyon s'en approche. Le poste de commandement du colonel John Marmaduke commence à s'organiser à Boonville, alors que le général de brigade Mosby Parsons reçoit l'ordre de prendre position à Tipton, à 20 miles (environ 30 km) au sud.
Malade, Price quitte Boonville pour rejoindre les forces rassemblées à Lexington ; il laisse le commandement au gouverneur Jackson. Au lieu d'ordonner la retraite, celui-ci décide de résister pour éviter les conséquences politiques d'un nouveau repli. Ses troupes sont impatientes d'en découdre avec l'ennemi, mais sont moins bien armées et entraînées que celles de l'Union. Marmaduke ne veut pas livrer bataille, mais assure à contrecœur le commandement.
Nathaniel Lyon laisse derrière lui 300 soldats de l'armée fédérale pour garder Jefferson City, le 16 juin il rembarque le reste de ses troupes sur la rivière Missouri. Ils prennent pied à 8 miles (environ 13 km) de Boonville au matin du 17 juin. Informé de l'approche de Lyon, le gouverneur Jackson tente de prévenir Mosby Parsons, stationné à Tipton, mais celui-ci ne parvient pas à Boonville à temps.

## Bataille
La bataille se limite à une grosse escarmouche, mais a de graves conséquences sur les plans de la confédération dans l'État du Missouri.
Après avoir débarqué, les troupes de Lyon marchent vers Boonville en empruntant la route de Rocheport. Elles rencontrent plusieurs détachements ennemis mais Lyon déploie des tirailleurs et encourage une avance rapide. Quelques compagnies de la Missouri State Guard, au total 500 hommes environ, assemblés à la va-vite et mal équipés, attendent les assaillants sur une crête en retrait des berges du fleuve. Ils ne disposent pas d'artillerie, celle-ci étant déployée à Tipton, où Mosby Parsons a pris position. Inexplicablement, le gouverneur Jackson garde en réserve la seule unité relativement disciplinée et organisée dont il dispose, la compagnie du capitaine Kelly, qui ne prend pas part aux combats. Jackson observe les affrontements depuis une distance d'un mile (1,6 kilomètre environ).
Nathaniel Lyon déploie son artillerie, qui déloge bientôt les tireurs embusqués, et fait avancer ses troupes. L'infanterie de l'Union s'approche des lignes de la milice confédérée et tire plusieurs salves, provoquant leur retraite. Cette partie des combats dure seulement une vingtaine de minutes. Les efforts entrepris pour résister à l'avance des unités de l'Union sont anéantis lorsqu'une compagnie prend de flanc les confédérés et s'empare de leur camp, et qu'un obusier, embarqué sur l'un des navires de Lyon, commence à bombarder leurs positions.
Comme le craint Marmaduke, la retraite se transforme rapidement en déroute. Les miliciens s'enfuient à travers le Camp Bacon et le bourg de Boonville. Certains rentrent chez eux, mais la plupart suivent le gouverneur et font retraite en direction du sud-ouest de l'État. En raison des courts affrontements, et de la retraite précipitée, la bataille fut surnommée « la course de Boonville » (« The Boonville Races »).
Lyon prend possession de la ville à 11 heures.

## Bilan et conséquences
Les pertes sont légères dans les rangs de l'Union, cinq hommes tués ou mortellement blessés, et environ sept moins sérieusement touchés. Il n'existe aucune estimation fiable des pertes dans les rangs Confédérés, seuls quelques morts sont attestés, ainsi qu'une douzaine de blessés. Lyon fait 80 prisonniers, il met la main sur le ravitaillement et l'équipement de la milice d'État, qui comprend deux canons de 6 livres et leurs munitions, 500 mousquets pratiquement obsolètes, 1 200 paires de souliers, quelques tentes, ainsi que de la nourriture.
L'impact stratégique des combats va bien au-delà des quelques pertes humaines, la victoire du général Nathaniel Lyon assure le contrôle de l'Union sur le centre de l'État du Missouri. Le major-général Sterling Price, qui a rejoint Lexington, réalise qu'il ne peut tenir la ville et se joint à la retraite. Les communications des confédérés avec la vallée de la rivière Missouri, pro-sécessionniste, sont coupées. Les recrues potentielles dans les régions situées au nord de la rivière Missouri et favorables à l'esclavage ont des difficultés à rejoindre l'armée du sud. Enfin, cette partie de l'État ne peut plus fournir de ravitaillement aux forces Confédérées.
Même si la milice du Missouri aura de nouveau l'occasion de se battre, ses hommes sont pour l'heure démoralisés par cette défaite. La déception du colonel John Marmaduke le conduit à démissionner de la milice de l'État, et à s'engager dans l'armée régulière des États Confédérés.